# Gliese 49
Gliese 49 är en ensam stjärna i den mellersta  delen av stjärnbilden Cassiopeja. Den har en skenbar magnitud av ca 9,56 och kräver ett teleskop för att kunna observeras. Baserat på parallax enligt Gaia Data Release 3 på ca 101,4 mas, beräknas den befinna sig på ett avstånd på ca 32,2 ljusår (ca 9,9 parsek) från solen. Den rör sig närmare solen med en heliocentrisk radialhastighet på ca -6 km/s. Stjärnan har gemensam egenrörelse med den röda flarestjärnan V388 Cassiopeiae, som ligger separerad med 295 bågsekunder, vilket betyder ett avstånd av 2 900 AE. Båda stjärnorna ingår i stjärnhopen Hyaderna.

## Egenskaper
Gliese 49 är en röd till orange stjärna i huvudserien av spektralklass M1.5 Ve. Den har en massa som är ca 0,52 solmassa, en radie som är ca 0,51 solradie och har ca 0,05 gånger solens utstrålning av energi  från dess fotosfär vid en effektiv temperatur av ca 3 800 K. Stjärnan har ett metallinnehåll liknande solens med metallicitetsindex [M/H]=+0,03.

## Planetsystem
En känd exoplanet kretsar kring Gliese 49. Den är en superjord observerad med hjälp av metoden för mätning av radiell hastighet.
| Planet | Massa          | Halv storaxel (AE) | Siderisk omloppstid (d) | Excentricitet | Inklination | Radie |
| ------ | -------------- | ------------------ | ----------------------- | ------------- | ----------- | ----- |
| b      | 5,63 ± 0,67 M🜨 | 0,0905 ± 0,0011    | 13,8508 ± 0,0051        | 0,363 ± 0,096 | -           | -     |